# Maye Musk
Pour les articles homonymes, voir Musk.
Maye Musk née Haldeman le 19 avril 1948 à Regina, plus connue sous son nom d'ex-épouse Musk, est une diététicienne canadienne, sud-africaine et américaine connue comme mannequin et mère d'Elon Musk.  
Mannequin depuis cinquante ans, elle apparaît en couverture de magazines comme Time. Le New York Post confirme sa renommée en déclarant qu'elle est « une star à part entière ».

## Biographie

### Jeunesse, formation et famille
Maye Haldeman naît en 1948 à Regina, Saskatchewan au Canada, elle a une sœur jumelle. Sa famille déménage à Pretoria, en Union d'Afrique du Sud, en 1950. Ses parents, Winnifred Josephine "Wyn" Fletcher et le Dr Joshua Norman Haldeman, chiropraticien et archéologue amateur entreprennent de voyager à travers le monde avec leur famille dans un avion à hélice. Pendant plus de dix ans, la famille passe du temps à parcourir le désert du Kalahari à la recherche de sa légendaire cité perdue du Kalahari. 
Maye Haldeman obtient une maîtrise en diététique de l'Université de l'État libre d'Orange en Afrique du Sud. Plus tard, elle obtient une autre maîtrise en sciences de la nutrition à l'Université de Toronto.
Elle est finaliste du concours de beauté Miss Afrique du Sud de 1969.
En 1970, Haldeman épouse Errol Musk, un ingénieur sud-africain rencontré à l'école secondaire. Ils ont eu trois enfants : Elon Musk, Kimbal Musk et Tosca Musk. Le couple se sépare et divorce en 1979. Elle garde le nom de son mari après son divorce.

### Carrière de mannequin

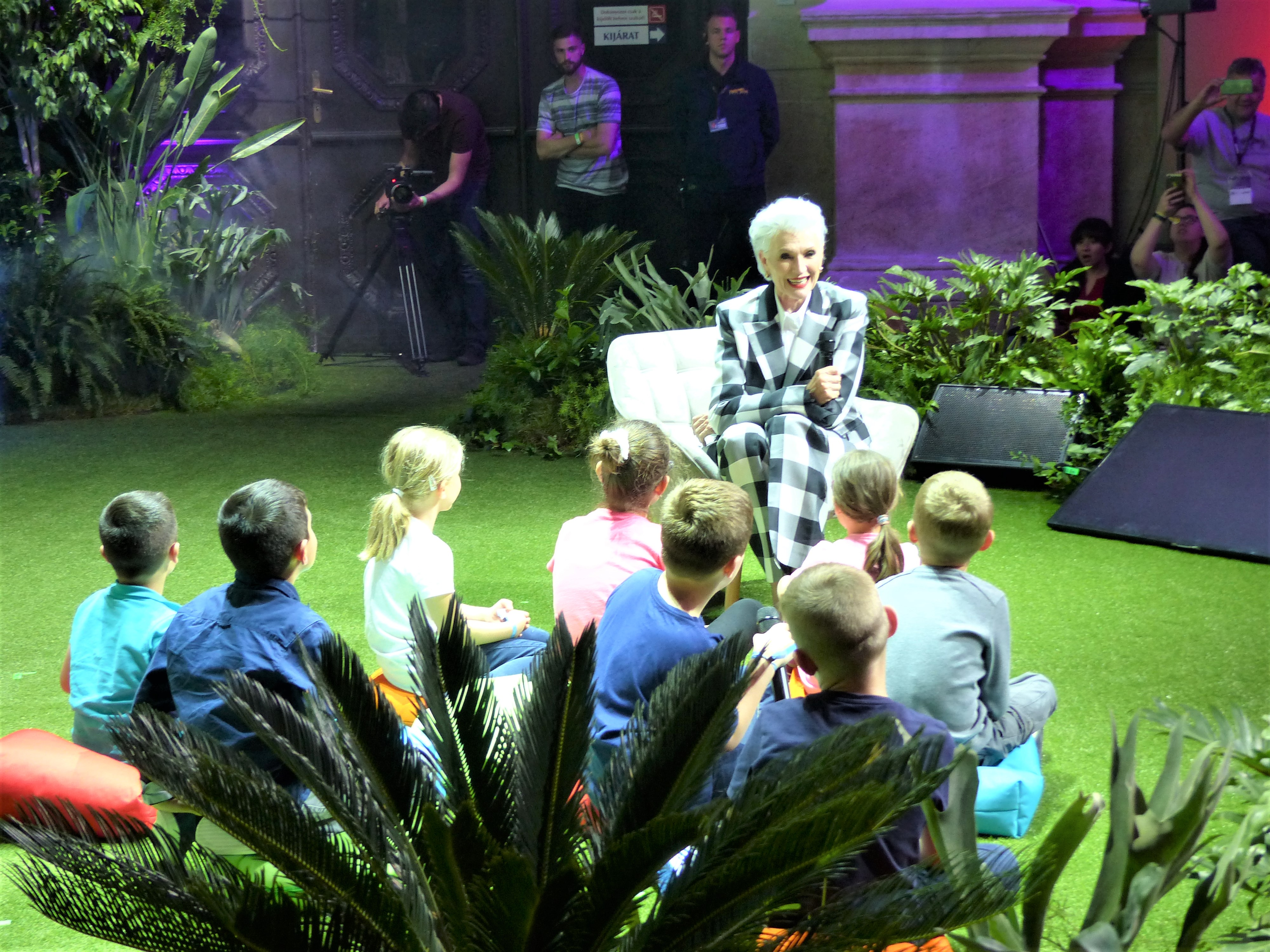
Maye Musk au Brain Bar 2019.

En 1989, Maye Musk suit ses enfants partis vivre avec leur père au Canada, où elle continue sa carrière de mannequin. 
Elle apparaît sur des boîtes de céréales Special K, dans des publicités Revlon, dans une vidéo de Beyoncé. Elle fait aussi la couverture du magazine Time dévêtue pour un problème de santé, ainsi que pour la une du magazine New York en 2011 avec un faux ventre de femme enceinte. Elle apparaît également en couverture du Elle Canada en 2012.  

Son image est reprise pour des campagnes publicitaires pour Target et Virgin America. En 2015, elle signe avec l'agence IMG Models et en septembre 2017, elle devient, à 69 ans, le top model la plus âgée porte-parole de CoverGirl.

### Diététicienne
En plus du mannequinat, Maye Musk développe une entreprise en tant que diététicienne et donne des conférences dans le monde entier. 
Maye Musk a écrit A Woman Makes a Plan: Advice for a Lifetime of Adventure, Beauty, and Success, un mémoire publié en 2019.   